# Brachycercus
Brachycercus is een geslacht van haften (Ephemeroptera) uit de familie Caenidae.

## Soorten
Het geslacht Brachycercus omvat de volgende soorten:
- Brachycercus berneri
- Brachycercus harrisella
- Brachycercus nitidus
- Brachycercus ojibwe